# 莫爾蘭鎮區 (密蘇里州斯科特縣)
莫爾蘭鎮區（英語：Moreland Township）是位於美國密蘇里州斯科特縣的一個行政鎮區。

## 地方資料
莫爾蘭鎮區的面積為144.37平方千米，當中陸地面積為143.61平方千米，而水域面積為0.75平方千米。根據2020年美國人口普查的數據，當地共有人口3558人，而人口密度為每平方千米24.65人。